# Інголлс (Канзас)
Інголлс (англ. Ingalls) — місто (англ. city) в США, в окрузі Грей штату Канзас. Населення — 252 особи (2020).

## Географія
Інголлс розташований за координатами 37°49′43″ пн. ш. 100°27′13″ зх. д. / 37.82861° пн. ш. 100.45361° зх. д. (37.828604, -100.453490).  За даними Бюро перепису населення США в 2010 році місто мало площу 0,67 км², уся площа — суходіл.

## Демографія
Згідно з переписом 2010 року, у місті мешкало 306 осіб у 113 домогосподарствах у складі 87 родин. Густота населення становила 454 особи/км².  Було 121 помешкання (180/км²).
Расовий склад населення:
| - 87,3 % — білих - 0,3 % — чорних або афроамериканців - 0,3 % — азіатів - 11,4 % — осіб інших рас |

До двох чи більше рас належало 0,7 %. Частка іспаномовних становила 22,5 % від усіх жителів.
За віковим діапазоном населення розподілялося таким чином: 27,1 % — особи молодші 18 років, 63,7 % — особи у віці 18—64 років, 9,2 % — особи у віці 65 років та старші. Медіана віку мешканця становила 32,3 року. На 100 осіб жіночої статі у місті припадало 101,3 чоловіків;  на 100 жінок у віці від 18 років та старших — 97,3 чоловіків також старших 18 років.
Середній дохід на одне домашнє господарство  становив 71 490 доларів США (медіана — 56 458), а середній дохід на одну сім'ю — 85 224 долари (медіана — 80 179). За межею бідності перебувало 12,9 % осіб, у тому числі 3,7 % дітей у віці до 18 років та 11,1 % осіб у віці 65 років та старших.
Цивільне працевлаштоване населення становило 192 особи. Основні галузі зайнятості: освіта, охорона здоров'я та соціальна допомога — 30,7 %, сільське господарство, лісництво, риболовля — 13,0 %, роздрібна торгівля — 12,0 %.